# Nekrotrofy
Nekrotrofy, pertofity, pertotrofy, nekrofity, grzyby nekrotroficzne, grzyby nekrofityczne – grzyby pasożytnicze, które jednak nie potrafią czerpać substancji odżywczych z żywych organizmów. Zaliczane są do grupy pasożytów okolicznościowych. Zasiedlają żywe organizmy, a następnie zabijają tkanki otaczające miejsce ich rozwoju, np. za pomocą mykotoksyn i dopiero z takich obumarłych tkanek czerpią pokarm. Wskutek takiej formy życia nekrotrofy powodują groźne grzybowe choroby roślin objawiające się rozległymi objawami chorobowymi (nekrozami i zgniliznami). Zazwyczaj prowadzą one do obumarcia porażonego organizmu, albo przynajmniej jego zaatakowanych organów. Dla żywiciela zwykle bardziej szkodliwe są czynności nekrotrofa związane z zabijaniem jego tkanek, niż samo pobieranie substancji pokarmowych. Po obumarciu żywiciela nekrotrofy dalej rozwijają się na jego obumarłych tkankach.
Nekrotrofy zazwyczaj są oligofagami lub polifagami. Przykładami nekrotrofów są np. grzyby należące do rodzajów Botrytis, Fusarium, Pyrenophora, Phellinus; Armillaria.
Przeciwieństwem nekrotrofów są biotrofy.